# Neomochtherus caspicus
Neomochtherus caspicus là một loài ruồi trong họ Asilidae. Neomochtherus caspicus được Richter miêu tả năm 1966.